# Pterocles namaqua
La grandule del Namaqua (Pterocles namaqua (J. F. Gmelin, 1789)) è una specie della famiglia degli Pteroclidi originaria dell'Africa sud-occidentale.

## Descrizione

### Dimensioni
Misura circa 28 cm di lunghezza, per un peso di circa 170-190 g nel maschio e 150-190 nella femmina.

### Aspetto
In buone condizioni di osservazione, questa piccola grandule dell'Africa australe, con il suo piumaggio scuro, non può essere confusa con la grandule di Burchell (Pterocles burchelli) e la grandule doppiabanda (Pterocles bicinctus) che occupano più o meno lo stesso territorio. Il maschio presenta due sottili bande pettorali, quella superiore bianca e quella inferiore bruno-rossastra. Il ventre è di un grigiastro che vira sul beige chiaro sul sottocoda. La testa e le parti superiori del corpo, compresi il petto e la mantellina, formano una distinta zona giallastra che presenta, a seconda della località, sfumature ocra od oliva. La testa presenta pochi motivi ornamentali, a differenza delle scapolari, delle copritrici alari e delle terziarie, che mostrano numerose macchie argentate dai bordi bruni. La coda, per lo più bruno-oliva, termina con due lunghi filamenti neri.
La femmina ha un piumaggio criptico. Presenta abbondanti macchioline sulle parti superiori e barre molto sottili su quelle inferiori. Le ali sono ricoperte da numerose paillettes bianche, nere e camoscio. I giovani assomigliano alla femmina, ma possiedono motivi più marcati che accentuano il carattere criptico del piumaggio.
Le granduli del Namaqua hanno l'iride marrone scuro circondata da un anello orbitale giallo. Il becco è color corno-grigiastro chiaro, mentre i tarsi sono beige chiaro.

### Voce
Negli adulti sono stati segnalati diversi tipi di richiami: una serie di quip acuti e taglienti, un ki-kii emesso in caso di allarme, un kwelkiewyn trisillabico emesso in volo. È possibile udire anche un richiamo stridulo usato per distogliere i predatori dal nido. Una serie di quip rapidi e veloci, invece, vengono usati per chiamare i piccoli.

## Comportamento
Le granduli del Namaqua sono uccelli gregari, in particolare al di fuori della stagione della nidificazione, quando gli stormi che stazionano presso gli specchi d'acqua possono raggiungere una trentina di individui e talvolta anche alcune centinaia. Queste zone umide sembrano svolgere la funzione di luoghi in cui i vari uccelli si scambiano le informazioni, dal momento che la maggior parte delle bande che vi si riuniscono non si abbeverano. Le varie popolazioni conducono stili di vita differenti: quelle settentrionali sono sedentarie o nomadi, mentre quelle meridionali sono rigorosamente migratrici e volano verso nord per raggiungere il Botswana e il nord della Namibia. Le granduli del Namaqua stabiliscono dormitori comuni. Giungono sui luoghi di riposo un'ora prima del tramonto e i diversi gruppi si insediano a breve distanza gli uni dagli altri. Durante il resto della giornata, trascorrono la maggior parte del tempo sui loro siti di foraggiamento, ma le loro abitudini sono leggermente diverse a seconda delle stagioni. Pertanto, tranne che nel periodo della riproduzione, le bande mostrano un maggior rigore e una maggiore sincronizzazione nei comportamenti che durante il resto dell'anno: questa diversa procedura si spiega probabilmente con una maggiore scarsità delle risorse.

### Alimentazione
Le granduli del Namaqua si nutrono principalmente di piccoli semi secchi del diametro di uno o due millimetri, quali quelli prodotti dalle piante del genere Tephrosia in Africa australe e del genere Lophiocarpus nel Kalahari. Mangiano anche insetti, frutti e molluschi in cui si imbattono casualmente e ingeriscono sabbia o arenaria per facilitare il transito attraverso il tubo digerente. Le granduli del Namaqua si abbeverano al mattino tra le 8 e le 10, ma spesso tornano presso gli specchi d'acqua anche la sera. Se le condizioni lo rendono necessario, questi uccelli danno prova di grande resistenza e sono in grado di rimanere per molti giorni senza bere.

### Riproduzione

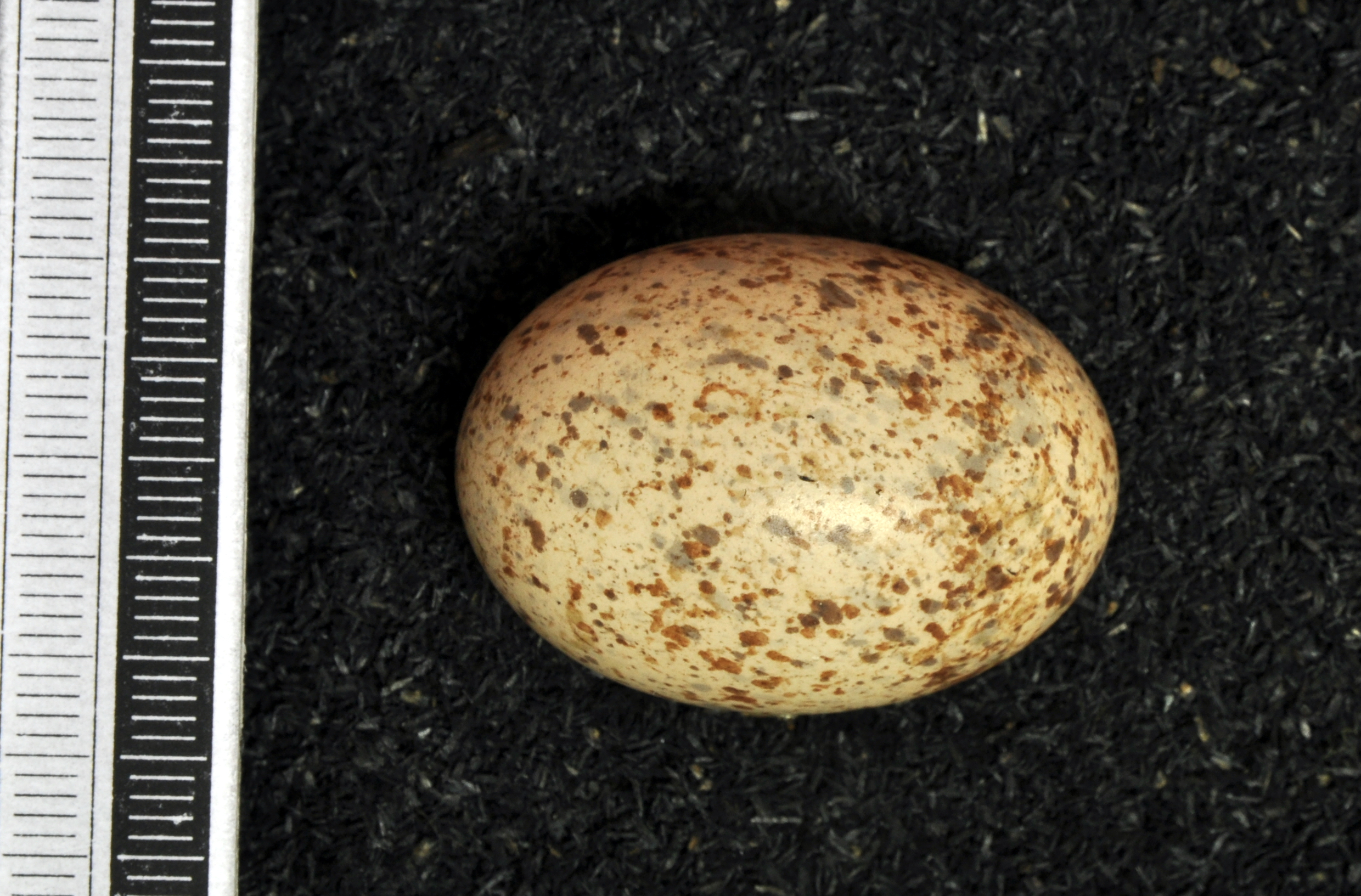
Uovo di Pterocles namaqua al museo di Wiesbaden.

Le granduli del Namaqua scavano generalmente una piccola depressione nella terra nuda o nella sabbia, in mezzo a pietre, ciuffi d'erba o cespugli. A volte si riproducono in piccole colonie libere nelle quali i nidi non distano mai più di 20 metri tra loro, ma nella maggior parte dei casi nidificano da sole. La femmina depone 2 o 3 uova, di colore grigio rosato con macchie marroni o grigie. Esse vengono deposte tutte nel giro di uno o due giorni. La femmina inizia a covare solamente quando la covata è completa e si dedica a questa attività per 21-23 giorni. Anche il maschio prende parte alla cova, subentrando alla compagna durante la notte per più di 14 ore in estate e quasi 18 ore in inverno. La femmina non rimane mai sulle uova più di 10 ore di fila. L'avvicendarsi alla cova tra i due partner ha luogo al mattino presto o di sera.
I giovani sono nidifughi. Lasciano la piccola depressione che funge da nido e si alimentano da soli già a 24 ore dalla schiusa. Nel giro di tre settimane il loro sviluppo è già a metà del percorso e il loro piumaggio è già completamente sviluppato. A un mese sono indipendenti e all'età di sei settimane sono in grado di volare. Acquisiscono il piumaggio tipico degli adulti all'età di 4 o 5 mesi. Solo i maschi sono dotati della capacità di dissetare la prole inzuppando le lunghe piume del petto e trasportando in questo modo l'acqua anche per lunghe distanze.
La stagione di nidificazione è fortemente dipendente dalle precipitazioni e sembra essere molto estesa. In Namibia, le granduli del Namaqua possono deporre le loro uova in ogni mese dell'anno. In Sudafrica vale lo stesso, eccettuati i mesi di marzo e di maggio. Il picco delle deposizioni, tuttavia, si registra nel periodo compreso tra agosto e novembre. Nel Kalahari, la riproduzione può protrarsi fino a 5 mesi dopo le precipitazioni. Di solito viene deposta una sola covata per stagione. Le granduli del Namaqua scelgono il loro periodo di riproduzione più in funzione dell'assenza dei predatori che dell'abbondanza delle risorse alimentari.

## Distribuzione e habitat
Le granduli del Namaqua sono originarie dell'Africa australe. La loro area di diffusione si estende dalle regioni occidentali e centrali dell'Angola fino alle differenti province del Capo, passando per la Namibia, il Botswana e il sud dello Zimbabwe. La specie è considerata monotipica. Tuttavia, le popolazioni settentrionali vengono talvolta distinte con l'appellativo di ngami e quelle meridionali con il termine furvous. Queste distinzioni, comunque, non sono considerate nomi di sottospecie valide.
Le granduli del Namaqua si possono trovare prevalentemente nelle regioni in cui le precipitazioni annuali non superano i 500 mm. Vivono soprattutto nelle steppe aperte e in paesaggi simili caratterizzati da terreni sabbiosi o sassosi con ciuffi d'erba bassi e molto distanziati. Apprezzano le boscaglie xerofile, ma a volte vivono anche in luoghi dove la vegetazione è più fitta.

## Conservazione
Le granduli del Namaqua sono considerate come comuni o localmente abbondanti in tutto il loro areale. In numerose regioni sembrano essere in diminuzione, ma questa impressione è senza dubbio falsa, poiché nel corso degli ultimi 50 anni le popolazioni si sono disperse sempre più a causa del maggior numero di punti dove abbeverarsi. Uno studio effettuato in Sudafrica spiega, in modo più razionale, il declino di questo uccello: secondo questo rapporto, il tasso di sopravvivenza delle nidiate è eccezionalmente basso a causa della predazione da parte delle manguste. La persecuzione degli uccelli da preda e degli sciacalli da parte degli allevatori di ovini ha indubbiamente permesso alle manguste di diventare più numerose. In Sudafrica, la caccia eccessiva può essere considerata come un fattore dannoso per la specie. Nonostante tutte queste minacce, comunque, la grandule del Namaqua viene classificata come «specie a rischio minimo» (Least Concern).